# Santa-Maria-Siché
Santa-Maria-Siché település Franciaországban, Corse-du-Sud megyében. Lakosainak száma 371 fő (2022. január 1.). Santa-Maria-Siché Azilone-Ampaza, Bastelica, Campo, Cardo-Torgia, Frasseto, Grosseto-Prugna, Quasquara és Zigliara községekkel határos.

## Népesség
A település népessége az elmúlt években az alábbi módon változott:
| Lakosok száma | 537  | 439  | 355  | 362  | 460  | 440  | 439  | 404  | 387  | 371  |
|               | 1968 | 1982 | 1990 | 2006 | 2013 | 2015 | 2017 | 2019 | 2020 | 2022 |